# مسجد الشيخ محمد البلقيسي
مسجد الشيخ محمد البلقيسي هو من مساجد الموصل في العراق ويعتبر من المساجد الأثرية القديمة، ولقد تم إنشاؤه في عام 964هـ، ثم جدد بناؤه في عام 1427هـ، وتبلغ مساحته الكلية حوالي مائة متر مربع، وتقام فيهِ حالياً الصلوات الخمس ويقع في محافظة نينوى في منطقة باب لكش.